# Margarete Melzer
Margarete Melzer, auch Margarete Melzer-Gütt (* 1901 in Nürnberg; † 18. Oktober 1959 in Nürnberg) war eine deutsche Schauspielerin und Hörspielsprecherin, sowie Malerin und Grafikerin. Ihren Aufstieg und großen Erfolg auf wichtigen Bühnen erlebte sie in Berlin in den letzten Jahren der Weimarer Republik. Als Malerin gilt sie als Vertreterin des Expressionismus.

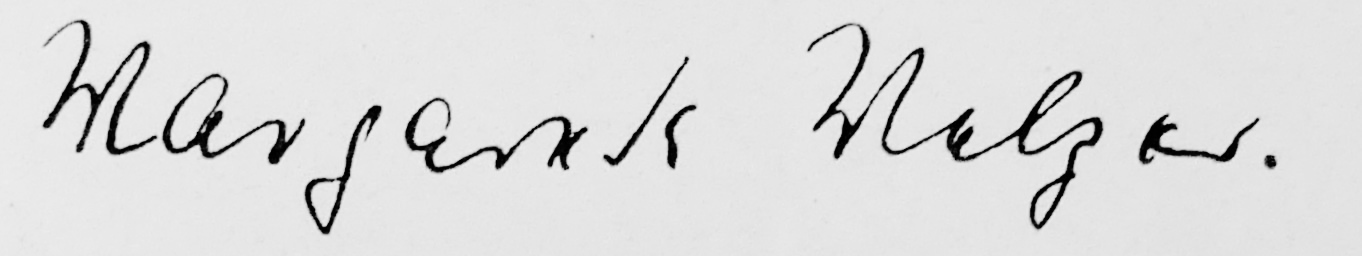
Autograph der Schauspielerin Margarete Melzer von 1931

## Frühe Jahre
Margarete Melzers Vater fiel im Ersten Weltkrieg, ihre Mutter lebte von einer kleinen Rente, so dass das Mädchen sie finanziell unterstützen musste. Sie arbeitete u. a. auf einem Hühnerhof, bevor sie sich um Bürotätigkeiten bei verschiedenen Zeitungsverlagen bemühte. Sie arbeitete beim Fränkischen Kurier in Nürnberg, dann bei den Münchner Neuesten Nachrichten im Sekretariat als Telefon-Stenotypistin, wo sie Gespräche aus Paris, Wien, Berlin und anderen Städten anzunehmen hatte. Sie probierte selbst das Schreiben aus und veröffentlichte gelegentlich Artikel in den MNN, etwa über ihre Heimatstadt Nürnberg. Kurzzeitig arbeitete sie in Berlin bei einer Bank, dann für den Münchner Filmkonzern Emelka (Münchner Lichtspielkunst AG; Bavaria Film) als Presse- und Öffentlichkeitsarbeiterin. Sie war Redakteurin des Korrespondenzbüros Süddeutscher Zeitungsdienst und im selben Unternehmen 1924/25 Schriftleiterin der literarischen Wochenzeitschrift Das Sonntagsbuch : Deutsche Romanbibliothek bei der Verlagsanstalt München des Verlegers Georg Osterkorn.

## Aufstieg als darstellende Künstlerin
In Nürnberg kam sie in Kontakt mit dem Schauspieler Otto Wernicke, der am Bayerischen Staatsschauspiel in München zum Ensemble gehörte. Er unterstützte sie, und sie wurde seine Schülerin. Ihr Theaterdebüt gab sie im Intimen Theater Nürnberg als Grete in Ernst Tollers Kriegsheimkehrer-Tragödie Hinkemann; das Stück sollte ursprünglich nur einmalig aufgeführt werden, wurde mit Melzer aber mehrere Wochen lang gespielt.
Anschließend gewann sie Rollen in Berlin an Erwin Piscators Volksbühne und am Deutschen Künstlertheater. Angeblich wurde sie von Karlheinz Martin „entdeckt“, der an beiden Bühnen tätig war. Später wirkte sie an weiteren Berliner Bühnen sowie in Frankfurt am Main, Wien und Zürich. Der endgültige Durchbruch kam mit ihren Rollen in Der Blaue Boll (1930) und Gestern und Heute (1931) der Münchner Dramatikerin Christa Winsloe.
Ihr erster und einziger Auftritt in einem Kinofilm war in einer Nebenrolle in Fritz Langs Tonfilm M – Eine Stadt sucht einen Mörder (1931). Bei der Verfilmung des erfolgreichen Theaterstücks Gestern und Heute, in dem Melzer hervorstach, als Mädchen in Uniform (1931) durch Leontine Sagan und Carl Froelich erhielt sie die Hauptrolle nicht – nach Aussage der Schauspielerin Hertha Thiele, weil Froelich befürchtete, Melzers herbe, burschikose, zu maskuline Ausstrahlung hätte die Rolle der Lehrerin Fräulein Bernburg zu einer klischeehaften Lesbierin übersteigert. In der Filmwissenschaft ist diese historische Rollenentscheidung mit Bezug auf Feminismus und Homosexualität häufig thematisiert worden.
Auch wenn sie nicht im Film Fuß fasste, ihr schneller Aufstieg gab ihr binnen drei Jahren ersten Ruhm als Theater-Star. Journalisten schilderten ihre ungewöhnlich sprunghafte Biografie. Es gab zahlreiche Porträts, Interviews und Glamour-Fotos (teilweise auf dem Titel) in Illustrierten, Zeitschriften und Zeitungen wie Tempo, Die Dame, Uhu, Berliner Illustrirte Zeitung, Scherl’s Magazin, Zeitbild und Münchner Illustrierte Presse.
Ihre weitere Berufsausübung als Schauspielerin wurde ab 1933 von den Nationalsozialisten behindert. Sie erhielt zwar kein Spielverbot und nahm in den folgenden Jahren durchaus einige Engagements an. Die Auftritte wurden jedoch selten und gaben ihr nicht das scharfe Profil wie zwischen 1929 und 1932. Melzers frühere Rollen, ihre Tätigkeit an progressiven Bühnen und Zusammenarbeit mit links orientierten Theaterleuten wurden zum Ballast für ihre Karriere. Zudem wurden ihr Affären mit dem Regisseur Erwin Piscator und dem Dramatiker Carl Zuckmayer nachgesagt, die beide ins Ausland gingen, und sie war in einer Beziehung mit dem jüdischen Avantgarde-Filmkünstler und Maler Hans Richter, der wie Piscator Anfang der Dreißiger Jahre in der Sowjetunion arbeitete. Sie wurde von Richter schwanger, ließ das Kind aber während einer gemeinsamen Reise 1931 in der Sowjetunion abtreiben – so geht es aus ihrem Tagebuch hervor. Sie verbrachte mit Richter immer mehr Zeit in der Schweiz, wo sie 1933/34 am Schauspielhaus Zürich engagiert wurde.

## Als bildende Künstlerin
In der Schweiz widmete sich Melzer intensiv der Malerei (Öl, Aquarell, Pastell) und Grafik. Ihr Lebensgefährte Richter, der die Schweiz neben den Niederlanden und Frankreich als Exilland gewählt hatte, war als Maler für Melzer eine Inspiration; sie wurde seine Schülerin. Sie wird als Expressionistin beschrieben. Sie gehörte zu den Malern, die sich im Atelier des Schriftstellers Hermann Hesse trafen, der ebenfalls zu malen begonnen hatte. 1938 hatte sie eine Affäre mit dem Maler und Schriftsteller Peter Weiss. Ab 1939 war sie vermehrt wieder in Berlin und kehrte 1941, als Hans Richter in die USA emigrierte, ganz in die Reichshauptstadt zurück. Sie versteckte Richters Bilder vor den Behörden und gab sie ihm nach der Diktatur zurück.
Nach dem Zweiten Weltkrieg nahm sie einige Rollen auf Theaterbühnen, bei Hörspielen im Hörfunk sowie als Synchronsprecherin bei ausländischen Filmproduktionen an, war jedoch überwiegend als Malerin und Grafikerin tätig. Zeitweise lebte sie in Wuppertal, wo sie Theaterrollen übernahm, jedoch auch Bilder ausstellte. In den Fünfziger Jahren hatte sie diverse Ausstellungen ihrer Gemälde, u. a. 1954 in München in der Galerie von Wolfgang Gurlitt, der Melzer nach ihrem Tod auch eine Gedächtnisausstellung widmete.
Melzer wurde um 1957 schwer krank. Erst 58 Jahre alt, starb sie 1959 in ihrer Heimatstadt Nürnberg.
Ihr zusätzlicher Nachname Gütt geht zurück auf eine Beziehung zu dem wesentlich jüngeren Journalisten Dieter Gütt. Sie waren nicht verheiratet.

## Theatrografie
- 1928 Hinkemann von Ernst Toller, Intimes Theater Nürnberg
- 1929 Revolte im Erziehungshaus von P. M. Lampel, Deutsches Künstler Theater, Berlin
- 1929 Die Pfarrhauskomödie von Heinrich Lautensack, Volksbühne, Thalia-Theater, Berlin
- 1929 Dantons Tod von Georg Büchner, Volksbühne Berlin
- 1929 Die Affäre Dreyfus von Hans José Rehfischs und Wilhelm Herzog, Volksbühne, Berlin
- 1930 Der Blaue Boll von Ernst Berlach, Schauspielhaus am Gendarmenmarkt Berlin
- 1930 Die Weber von Gerhart Hauptmann, Volksbühne Berlin
- 1930 Rost von V. Kirchon und A. Ouspensky, Volksbühne, Theater am Bülowplatz, Berlin
- 1930 Amnestie von Karl Maria Finkelnburg, Volksbühne Theater am Bülowplatz, Berlin
- 1930 Apollo Brunnenstraße von Stefan Großmann und Franz Hessel, Volksbühne Theater am Bülowplatz, Berlin
- 1931 Gestern und Heute von Christa Winsloe, Theater an der Stresemannstrasse, Berlin
- 1931 Gesellschaft der Menschenrechte von Franz Theodor Csokor, Volksbühne, Berlin
- 1931 Die Rosenbraut von Michael Pelzer, Deutsches Künstler Theater, Berlin
- 1931 Erdgeist von Frank Wedekind, Deutsches Künstler Theater, Berlin
- 1931 Fuhrmann Hentschel von Gerhart Hauptmann, Deutsches Volkstheater, Wien
- 1932 Fuhrmann Hentschel von Gerhart Hauptmann, Volksbühne Theater am Bülowplatz Berlin
- 1932 Schicksal nach Wunsch von Christa Winsloe, Kammerspiele Deutsches Theater, Berlin
- 1932 Michael Kramer von Gerhart Hauptmann, Kammerspiele Deutsches Theater Berlin
- 1932 Kaiser, Gott und Bauer von Julius Hay, Deutsches Theater Berlin
- 1932/33 Amazonen, Deutsches Künstler Theater Berlin (nur Proben, keine Aufführung)
- 1933/34 Etienne von Franz Blei, Zürcher Schauspielhaus, Zürich
- 1934 Oedipus von Sophokles, Deutsches Volkstheater Wien
- 1935 Zazá, Theater am Kurfürstendamm, Berlin
- 1935 Aufbruch in Kärnten von Eberhard Wolfgang Möller, Renaissancetheater, Berlin
- 1937 Viel Lärm um nichts von William Shakespeare, Staatstheater Stuttgart
- 1940 Johannisfeuer von Heinrich Sudermann, Rose-Theater Berlin
- 1940 Maria Stuart von Friedrich Schuller, Rose-Theater Berlin
- 1947/48 Emilia Galotti von Gotthold Ephraim Lessing, Städtische Bühnen Köln
- 1948 Das Geheimnis des Pater Brown 5. Folge Das Alibi der Schauspielerin von Gilbert Keith Chesterton (Hörspiel, NWDR)
- 1948 Jacobowsky und der Oberst von Franz Werfel (Hörspiel, NWDR)
- 1948 Jedermann 1948 Ein Zeitmysterium von Willi Schäferdiek (Hörspiel, NWDR)
- 1951 Wir armen Hunde von Felix Lützkendorf, Landestheater Tübingen
- 1951 Die Braut von Messina von Friedrich Schiller, Landestheater Tübingen
- 1954 Die Nibelungen 1. Teil Der gehörnte Siegfried und Siegfrieds Tod von Friedrich Hebbel (Hörspiel, NWDR)
- 1953 Der verschwundene Graf von Erich Kuby (Hörspiel, HR)
- 1955 Der Wald von Ostrowski, Städtische Bühnen Wuppertal-Solingen
- 1955 Der gute Mensch von Sezuan von Bertolt Brecht, Städtische Bühnen Wuppertal-Solingen

## Filmografie
- 1931 M – Eine Stadt sucht einen Mörder von Fritz Lang
- 1955 Dick und Doof erben eine Insel (Atoll K) mit Stan Laurel, Oliver Hardy – Synchronstimme für Suzet Mais (Mrs. Dolan)
- 1958 Auferstehung (nach Leo Tolstoi) – Synchronstimme

## Hörspiele (Auswahl)
- 1948: Franz Werfel: Jacobowsky und der Oberst. Komödie einer Tragödie (Madame Bouffier) – Bearbeitung und Regie: Theodor Haerten (Hörspielbearbeitung – NWDR Köln)
- 1948: Willi Schäferdiek: Jedermann 1948. Ein Zeitmysterium (Frau des Jedermann) – Regie: Wilhelm Semmelroth (Hörspiel – NWDR Köln)
- 1948: Gilbert Keith Chesterton: Das Geheimnis des Pater Brown (5. Folge: Das Alibi der Schauspielerin) (Frau Manderville, Gattin des Theaterdirektors) – Regie: Eduard Hermann (Kriminalhörspiel, Hörspielbearbeitung, Kurzhörspiel – NWDR Köln)
- 1953: Erich Kuby: Der verschwundene Graf  (Baronin Waechter) – Regie: Ulrich Lauterbach (Original-Hörspiel – HR)
- 1954: Friedrich Hebbel: Die Nibelungen (1. Teil: Der gehörnte Siegfried und Siegfrieds Tod). Ein deutsches Trauerspiel (Frigga) – Bearbeitung und Regie: Wilhelm Semmelroth (Hörspielbearbeitung – NWDR Köln)